# Megadontomys cryophilus
Megadontomys cryophilus is een zoogdier uit de familie van de Cricetidae. De wetenschappelijke naam van de soort werd voor het eerst geldig gepubliceerd door Musser in 1964.